# Deakzession
Deakzession (aus lateinisch de „weg von“ und accedere „hinzukommen“, „wachsen“) bezeichnet die Aussonderung, Reduktion, Bereinigung, den Abbau oder Abgang von Beständen bzw. Sammlungen einer Bibliothek, eines Archivs oder eines Museums. Die Deakzession ist also eine Art der Bestands- oder Sammlungsbereinigung und bezeichnet damit den gegenteiligen Vorgang der Akzession (Erwerbung, Zugang).

## Gründe und Kriterien für die Deakzession
Eine regelmäßige Bereinigung des Bestands wird in Bibliotheken, Museen und Archiven zunehmend als wiederkehrende Arbeit erkannt, die bestimmten Regeln unterliegt und dokumentiert werden soll.
Gründe für die Deakzession sind:
- inhaltliche Überalterung (Aktualitätsverlust)
- physische Mängel (Beschädigung, Abnutzung, Papierzerfall)
- unbefriedigende Benutzungshäufigkeit
- Platzmangel
- Verminderung von Dubletten[1]

Durch die regelmäßige Deakzession von Büchern, Medien, Archivalien oder Sammlungsgegenständen wird verhindert, dass der Bibliotheks- oder Archivbestand oder die Sammlung eines Museums an Attraktivität verliert.
Die Aussonderung von Beständen bzw. Sammlungsgegenständen hat zur Folge, dass:
- der Bestand/die Sammlung übersichtlicher wird
- Platz geschaffen wird für erhaltenswertere Bücher, Archivalien oder Gegenstände
- der Bestand gepflegter wirkt (betrifft den Freihandbereich einer Bibliothek)
- die Orientierung in einem kleineren Bestand leichter fällt

## Formen der Deakzession

### Im Museum
- Rückgabe an Schenker oder Leihgeber,
- Tausch,
- Verwendung zum anderweitigen Gebrauch im eigenen Museum (Museumspädagogik, Event, Ersatzteil etc.),
- Verkauf,
- endgültige Entsorgung (Vernichtung).

### In der Bibliothek
- gezielte Abgabe an eine andere Bibliothek (z. B. zentrale Fachbibliothek, Sondersammelgebietsbibliothek, bei Institutsbibliotheken an die Universitätsbibliothek[2]),
- Verkauf,
- Tausch,
- unentgeltliche Abgabe (z. B. Bookcrossing),
- Makulierung.

### Im Archiv
- Kassation (Vernichtung von nicht als archivwürdig bewerteten Unterlagen),
- Tausch,
- evtl. Verkauf.

### In Archivbibliotheken
In Archivbibliotheken wie der Herzogin Anna Amalia Bibliothek oder der Staatsbibliothek zu Berlin gelten strenge Grenzen bei der Aussonderung.

## Kritik
Aussonderungsaktionen führen teilweise zu Kritik und Protesten. Vor allem für Archivbibliotheken werden Aussonderungen kritisch gesehen. So ist bei historischem Altbestand der Begriff Dublette umstritten, da zum Beispiel Inkunabeln unikale Merkmale aufweisen und damit nicht als Dublette gelten dürfen. Prinzipiell können alle im Hand- beziehungsweise Bleisatz gefertigten Drucke Unterschiede im Druckbild aufweisen, die durch Korrekturen, Änderungen aufgrund von Zensur oder den typographischen Kreislauf entstehen konnten. Auch Bucheinbände können sich unterscheiden. Ebenso können Bücher aller Erscheinungsjahre Provenienzspuren enthalten. Auch in diesen Fällen handelt es sich nicht um echte Dubletten. Vor allem bei historischem Bestand müssen Richtlinien zum Kulturgutschutz beachtet werden.
Deakzessionen können auch aus politischen Gründen stattfinden und dienen damit der Zensur, wie zum Beispiel die Aussonderungen während der Zeit des Nationalsozialismus im Zusammenhang mit den Bücherverbrennungen.